# Gareth Barry

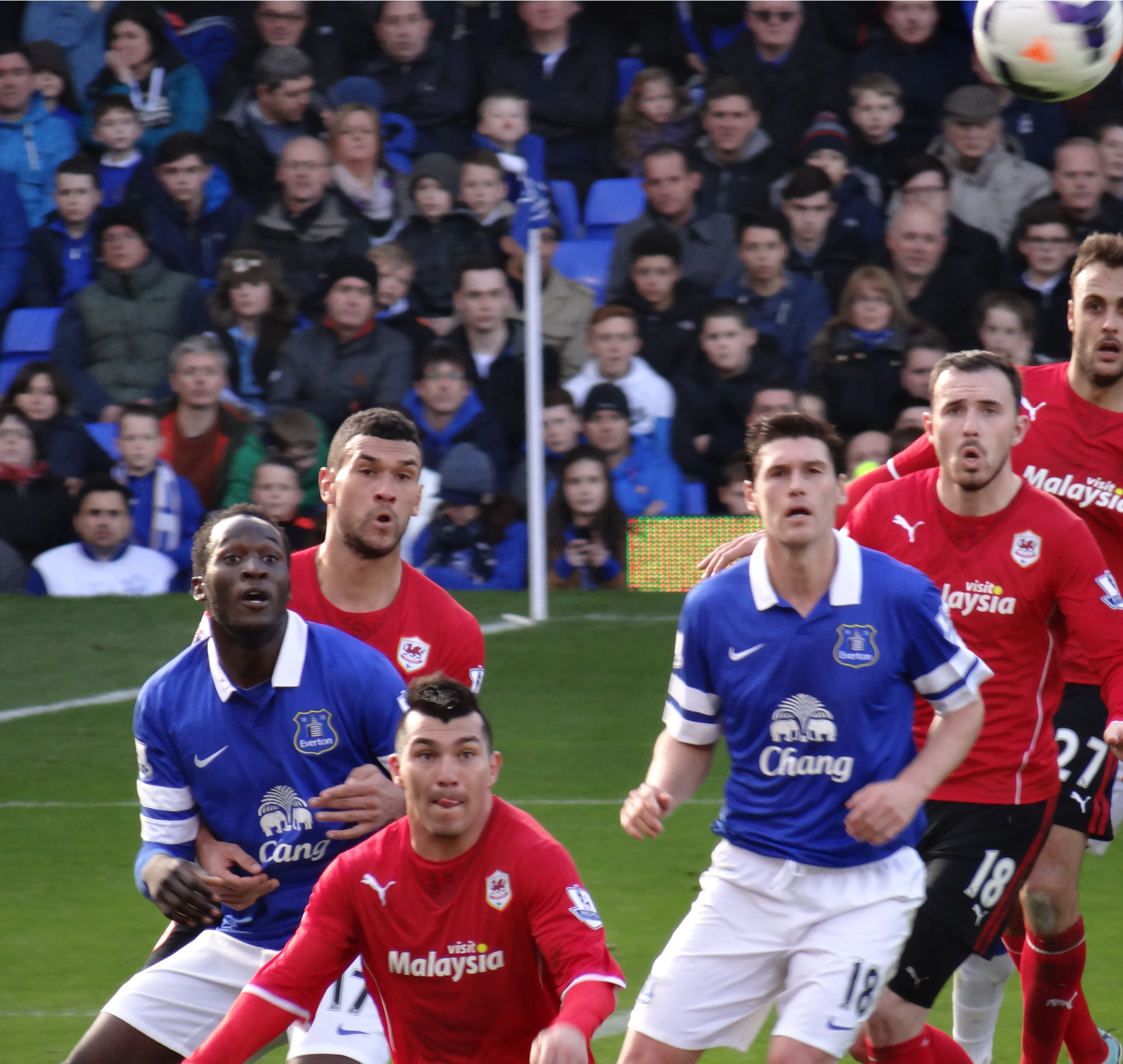
Gareth Barry no Everton

Gareth Barry (Hastings, 23 de Fevereiro de 1981) é um ex-futebolista inglês. Atualmente está aposentado, sendo o jogador com mais jogos na história do Campeonato Inglês, atuando em 653 partidas.

## Carreira

### Clubes

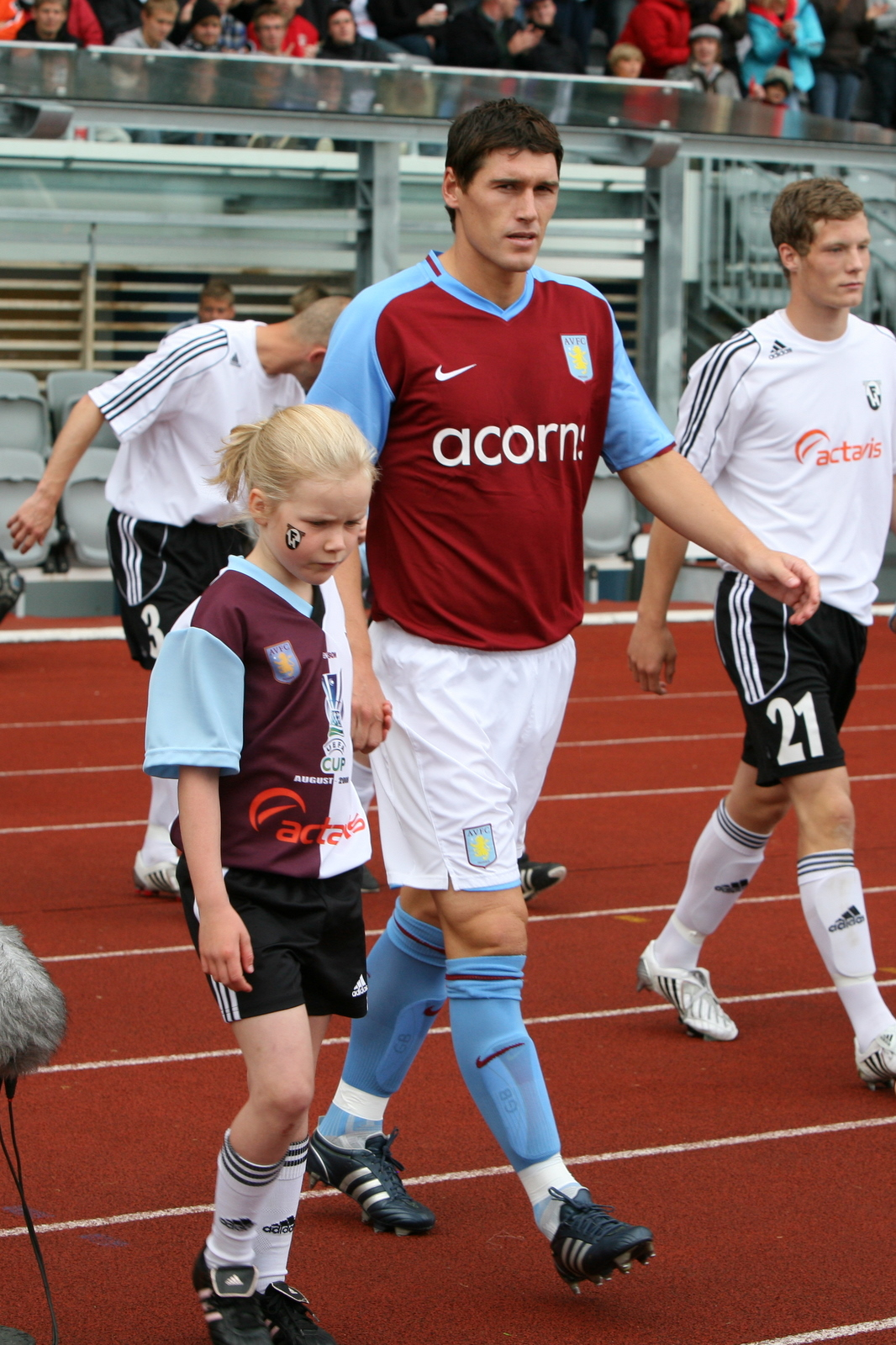
Gareth Barry no Aston Villa

Barry defendeu profissionalmente o Aston Villa por doze anos (sendo capitão nos últimos três), mas em 2 de junho de 2009, assinou um contrato de cinco anos com o Manchester City por 12 milhões de libras (cerca de R$ 38 milhões). Sofreu no ano de 2011 e 2012 com diversas lesões e grande concorrência no meio de campo dos Citizens fazendo ele perder espaço no clube.
No dia 2 de setembro de 2013 foi emprestado ao Everton. No final da temporada 2013-14 foi adquirido em definitivo.[carece de fontes?] Barry tornou-se o terceiro jogador, depois de Ryan Giggs e Frank Lampard, a fazer 600 jogos de Premier League quando ele jogou contra o Middlesbrough em 17 de Setembro de 2016, e empatou em uma gol no canto em uma vitória por 3-1.
Em 15 de agosto de 2017, Barry assinou contrato com o West Bromwich Albion, outro clube da Premier League. Em 25 de setembro, Barry foi capitão do West Brom ao fazer sua 633ª aparição na Premier League, superando o recorde de Ryan Giggs de 632 jogos. Na época em que quebrou o recorde, Barry ocupava o oitavo lugar em aparições na primeira divisão inglesa desde a Segunda Guerra Mundial. Ele foi recontratado em 4 de novembro de 2019 até o final da temporada 2019–20.
Barry anunciou sua aposentadoria do futebol em 27 de agosto de 2020. Ele continuou a jogar pelo Comberton Dynamoes Veterans, uma equipe amadora para maiores de 35 anos baseada em Kidderminster, após o fim de sua carreira profissional. Em julho de 2024, Barry se juntou ao time amador da vila de Hurstpierpoint na Mid Sussex Football League, que está no 12º nível da pirâmide do futebol inglês.

## Carreira internacional
Barry foi convocado pela primeira vez para a seleção principal Inglaterra por Kevin Keegan. Barry atuou pela seleção inglesa em 53 partidas, marcando 3 gols.[carece de fontes?]
Fez parte do elenco da UEFA Euro 2000[carece de fontes?] e da Copa do Mundo FIFA de 2010.
Aposentou-se da seleção no final de 2012.

## Títulos
Aston Villa
- Copa Intertoto da UEFA(1): 2001

Manchester City
- Copa da Inglaterra(1): 2010-11
- Campeonato Inglês(1): 2011-12